# Alpha Leporis
Alpha Leporis (Arneb (Elarneb), Arsh, 11 Leporis) é uma estrela dupla na direção da Lepus. Possui uma ascensão reta de 05h 32m 43.81s e uma declinação de −17° 49′ 20.3″. Sua magnitude aparente é igual a 2.58. Considerando sua distância de 1283 anos-luz em relação à Terra, sua magnitude absoluta é igual a −5.40. Pertence à classe espectral F0Ib.

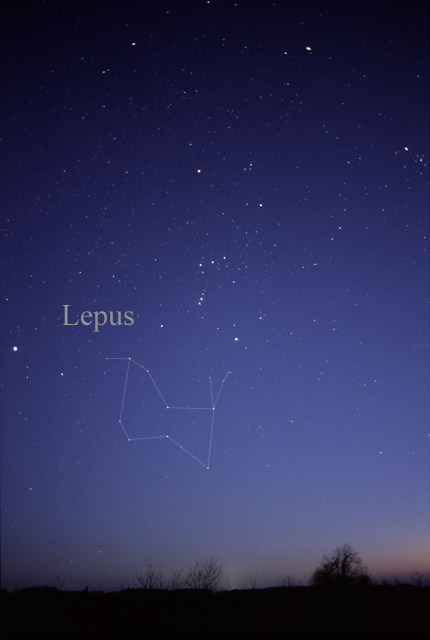
A constelação, conforme vista a olho nu.

Arneb é uma estrela velha e está em seus momentos finais. Está se tornando uma supergigante ou talvez até já tenha passado este estágio. Ela é 10 vezes mais massiva que o Sol.
A estrela foi catalogada no segundo século pelo Astrônomo Ptolomeu.

## Arneb na Cultura Árabe
Inicialmente, os árabes chamavam de Arneb toda a constelação da Lebre. Além disso Arneb, Nihal, Gamma Leporis e Delta Leporis faziam parte do asterismo chamado de Al Kursiyy al Jabbar, e Al 'Arsh al Jauzah, "A Carruagem dos Gigantes" e "O Trono de Jauzah", (O trono de Órion). Essas mesmas quatro estrelas ainda eram chamadas coletivamente de Al Nihal, "Os Camelos Sedentos" que saciavam sua sede no rio celestial, a Via Láctea.